# Comuna Pervomaiivka, Verhnii Rohaciîk
Pervomaiivka (în ucraineană Первомаївка) este o comună în raionul Verhnii Rohaciîk, regiunea Herson, Ucraina, formată din satele Pervomaiivka (reședința) și Proletarii.

## Demografie
Componența lingvistică a comunei Pervomaiivka
     Ucraineană (89%)
     Rusă (8,23%)
     Alte limbi (0,36%)
Conform recensământului din 2001, majoritatea populației comunei Pervomaiivka era vorbitoare de ucraineană (89%), existând în minoritate și vorbitori de rusă (8,23%) și armeană (2,34%).